# Sandviken (Sandvikens kommun)
 For alternative betydninger, se Sandviken. (Se også artikler, som begynder med Sandviken)
Sandviken er en by som ligger i Gävleborgs län i Gästrikland i Sverige. Den er administrationsby i  Sandvikens kommun og i 2010 havde byen 22.965 indbyggere.
Byen ligger godt 20 km vest for Gävle ved nordbredden af Storsjön, som er den største sø i Gästrikland. Byen er vokset op omkring  Sandvikens Jernverk, nu Sandvik AB. Europavej E4 og jernbanelinjen Bergslagsbanan går gennem byen.
Sandviken fik bystatus i 1943.